# طاحونة كرات

صورة توضح كيفية عمل طاحونة الكرات

طاحونة الكرات أو مطحنة بالكُرات، (بالإنجليزية: Ball Mill)‏، هو نوع من المطاحن الصناعية المختلفة وهي قطعة أساسية من قطع معدات الطحن التي تلي عملية السحق، ويتم استخدامها بشكل واسع في العديد من الصناعات، كصناعات الإسمنت، مواد البناء الجديدة، السيليكات، المواد الحرارية، السمادات، المعادن الحديدية، المعادن غير الحديدية، وخزف الزجاج. ويمكن أن يتم استخدام المطاحن بالكرات من أجل الطحن الجاف والرطب لجميع أنواع الخامات والمواد الأخرى القابلة للطحن تقريبا. وبصفة عامة، يمكن العثور على هذا المنتوج في عملية تهذيب الخام ومحطات الخرسانة الخلوية. 
هناك أنواع أخرى من المطاحن الصناعية لكنه قد شاع استخدام هذا النوع في كثير من الصناعات نظرا لسهولة الحصول على أي حجم نهائي مطلوب ولتكلفة التشغيل البسيطة.

## المبدأ
يتم تصميم خط الطحن في أي مصنع تعديني لمعالجة الخام المستخرج، حيث تعد عمليتي السحق والطحن من العمليات الاساسية الاولية لانتاج أي معدن. حيث يتم تكشيف الصخور وطحنها لفصل حبيبات المعدن المراد استخراجة عن الصخر المضيف وتستكمل العمليات الفيزيائية والكيميائية المختلفة بعد ذلك عملية فصل وتركيز المعدن. خط الطحن عادة ما يحتوي على معدات أخرى مثل الحواجز والمصنفات الصناعية لاعادة الحبيبات فوق الحجم المطلوب إلى المطحنة حيث يتم طحنها تكرارا مع التغذية الاساسية القادمة من الكسارات حتى تصل إلى الحجم المطلوب وتخرج عبر المصنفات إلى مراحل الفصل التالية.
داخل الطاحونة هناك البطانة الداخلية والكرات الفولاذية التي تطبق مبدأ الصدم (انظر الصورة أعلاه). حيث تقوم البطانة الداخلية برفع الكرات والحبيبات ثم يتم القائهما بواسطة الجاذبية. مع عملية الدوران المستمر يمكن طحن الخام لأي درجة مطلوبة وذلك يعتمد على الوقت ونقاط التأثير.

## الفحوصات المتعلقة بجودة الطحن

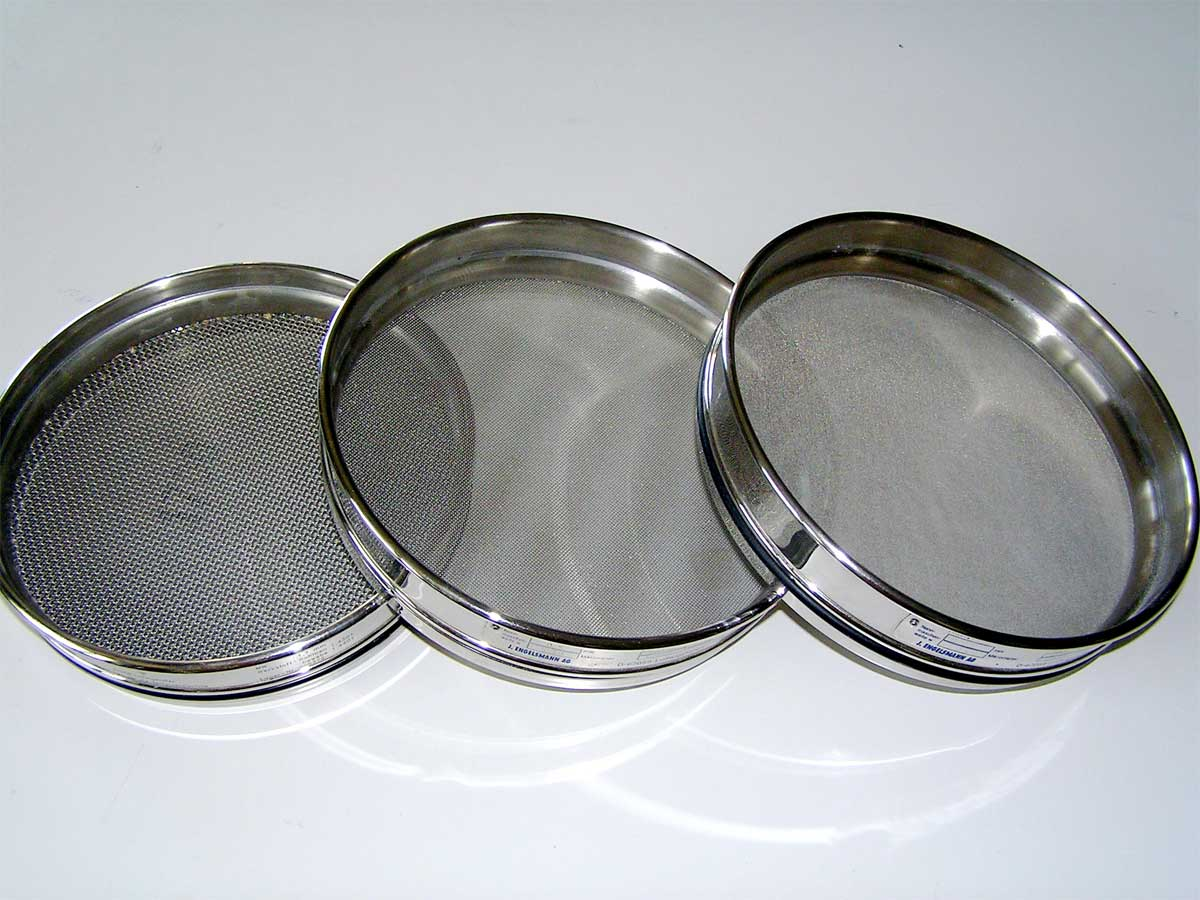
معدات مخبرية للتنخيل

هناك بعض الفحوصات والاختبارات الدورية التي يقوم بها المصنع المشغل لضمان عمل الآلة ضمن الاهداف والمعايير المطلوبة حيث يتم أخذ عينات دورية وتطبق عليها بعض الاختبارات المختلفة كما يلي:

### تحليل حجم الناتج بواسطةالتنخيل
تعتبر عملية التنخيل عملية أساسية في الكشف الدوري لضمان سير الطحن نحو الحجم المطلوب حيث تتم عملية أخذ عينات دورية من كلا من الناتج والتغذية ثم تنخيلهما وحساب النسبة العامة لحجم حبيبات العينة ومقارنة نتائج التحليل مع المعايير المطلوبة.

## قانون بوند
قام بوند بعدة تجارب استخلص فيها امكانية حساب تكلفة الطحن بالكيلو واط ساعة لكل طن لأي خام. بذلك يمكن الاعتماد عليه في حسابات متعلقة بتكاليف الإنتاج للخامات المتعددة.
{\displaystyle W=10W_{i}\left({\frac {1}{\sqrt {P}}}-{\frac {1}{\sqrt {F}}}\right)}
حيث ان{\displaystyle P} و{\displaystyle F} هما حجم 80% من الناتج والتغذية أما {\displaystyle W_{i}} ثابت.

## صور لانواع مختلفة من الطواحين

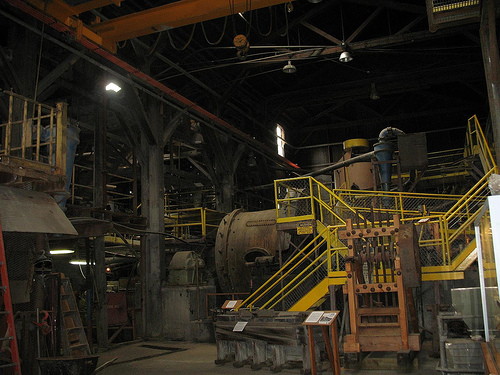
طاحونة الكرات
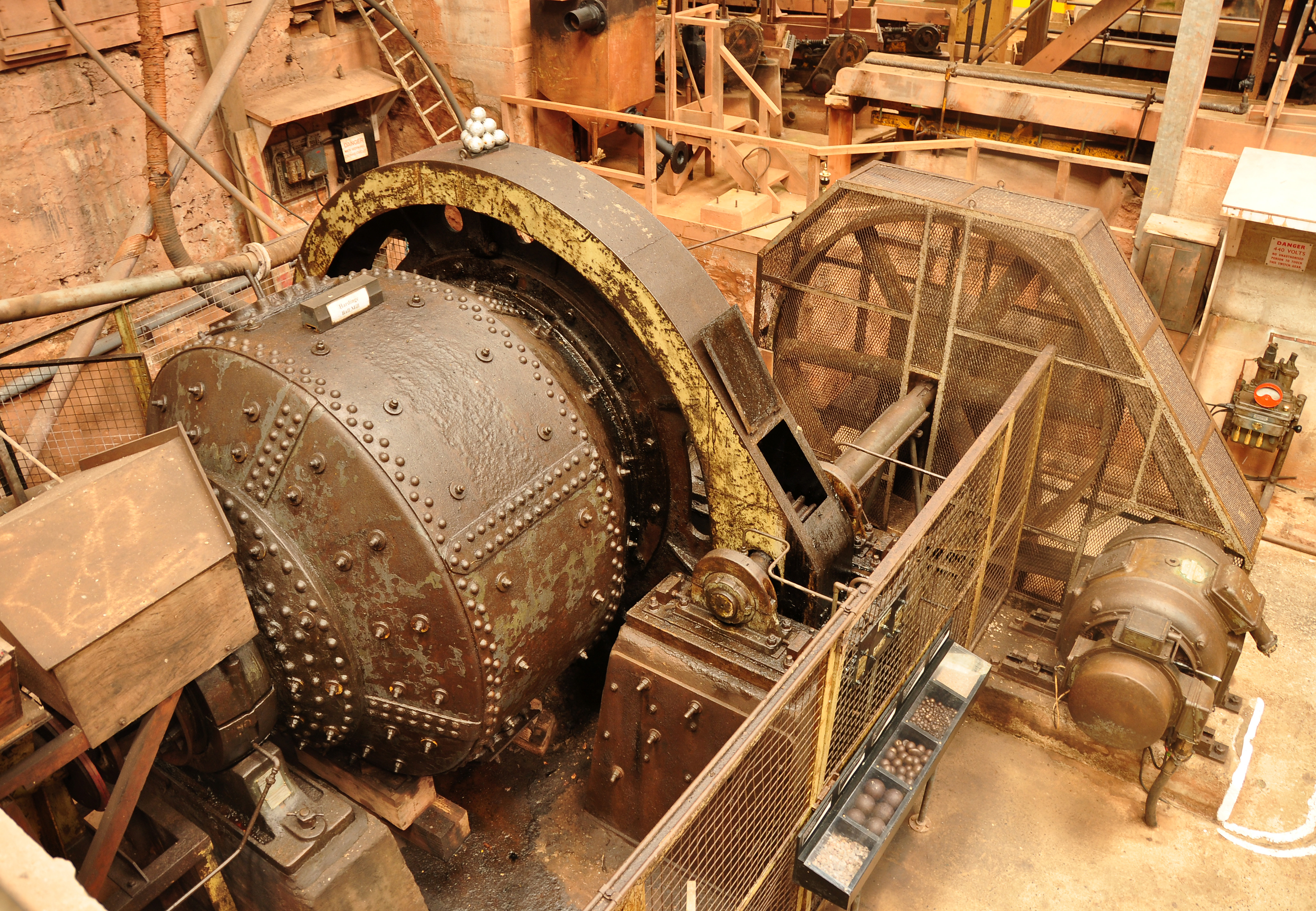
طاحونة في منجم جيوفر
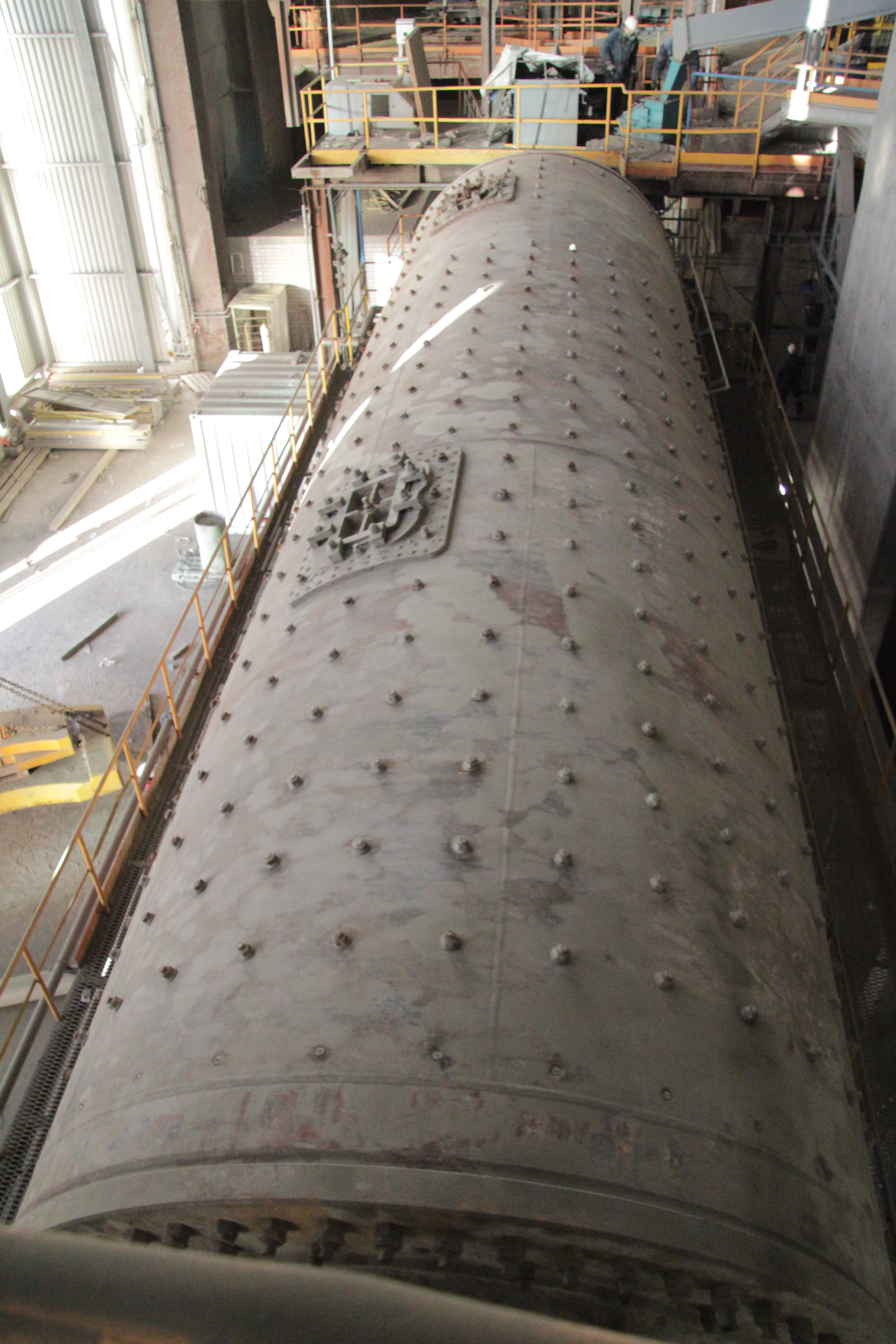
طاحونة تستعمل في مصانع الاسمنت